# Charmes-en-l'Angle
Pour les articles homonymes, voir Charmes.
Charmes-en-l'Angle est une commune française située dans le département de la Haute-Marne, en région Grand Est.

## Géographie
Avec seulement 6 habitants recensés en 2020, c'est la commune la moins peuplée de Champagne-Ardenne.
La commune est traversée  par le Blaiseron, rivière d'une longueur de 20 km, affluent de la Blaise.

### Hydrographie
La commune est dans la région hydrographique « la Seine de sa source au confluent de l'Oise (exclu) » au sein du bassin Seine-Normandie. Elle est drainée par le Blaiseron et divers autres petits cours d'eau,.
Le Blaiseron, d'une longueur de 20 km, prend sa source dans la commune de Ambonville et se jette  dans la Blaise à Courcelles-sur-Blaise, après avoir traversé huit communes. 

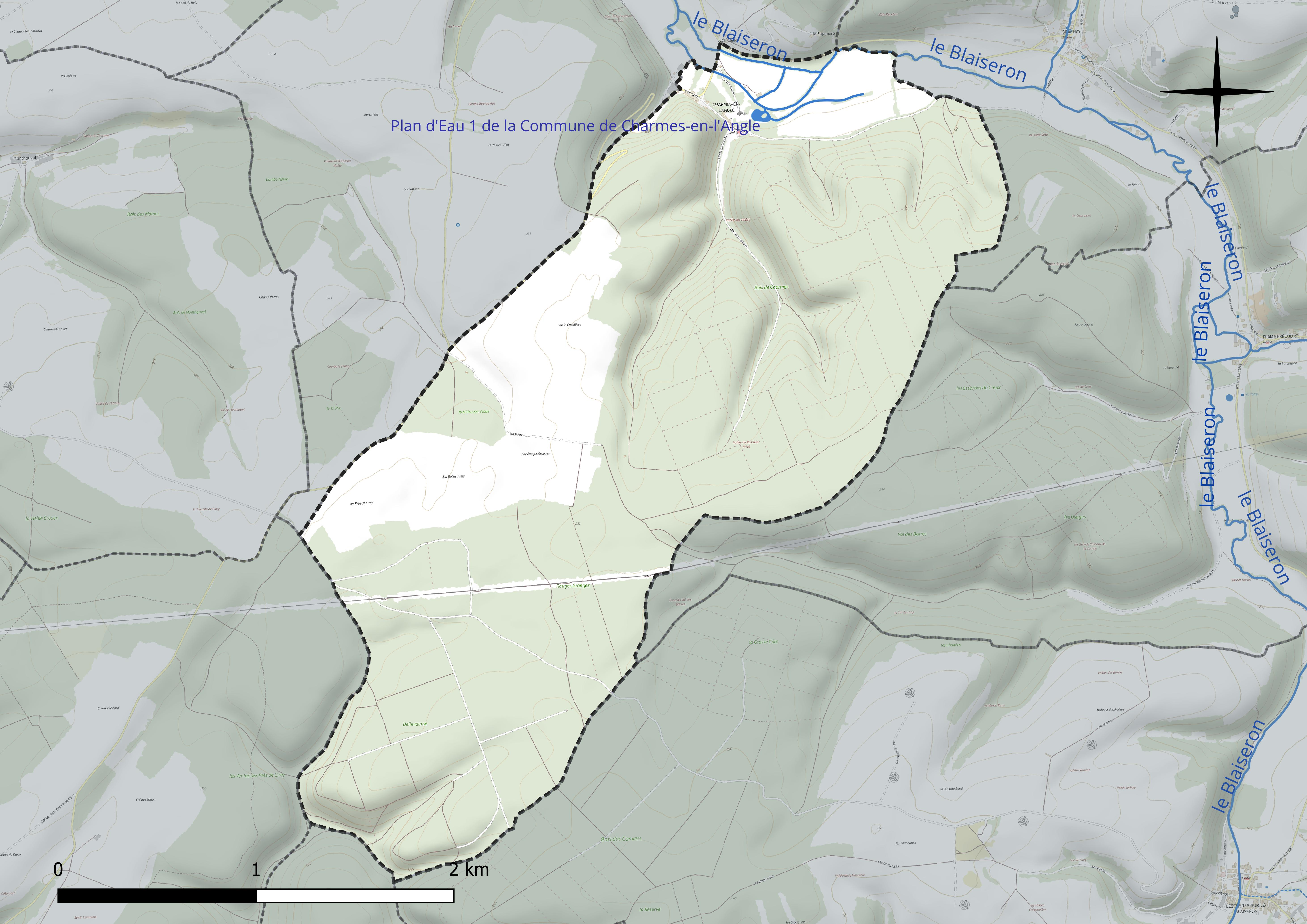
Réseau hydrographique de Charmes-en-l'Angle.

Un plan d'eau complète le réseau hydrographique : le plan d'eau 1 de la commune de Charmes-en-l'Angle (0,4 ha),.

### Climat
Pour des articles plus généraux, voir Climat du Grand Est et Climat de la Haute-Marne.
En 2010, le climat de la commune est de type climat de montagne, selon une étude du Centre national de la recherche scientifique s'appuyant sur une série de données couvrant la période 1971-2000. En 2020, Météo-France publie une typologie des climats de la France métropolitaine dans laquelle la commune est exposée à un climat océanique altéré et est dans la région climatique  Lorraine, plateau de Langres, Morvan, caractérisée par un hiver rude (1,5 °C), des vents modérés et des brouillards fréquents en automne et hiver. 
Pour la période 1971-2000, la température annuelle moyenne est de 10,2 °C, avec une amplitude thermique annuelle de 16 °C. Le cumul annuel moyen de précipitations est de 961 mm, avec 13,2 jours de précipitations en janvier et 9,6 jours en juillet. Pour la période 1991-2020, la température moyenne annuelle observée sur la station météorologique de Météo-France la plus proche, « Blécourt », sur la commune de Blécourt à 6 km à vol d'oiseau, est de 10,8 °C et le cumul annuel moyen de précipitations est de 879,6 mm. 
La température maximale relevée sur cette station est de 40,2 °C, atteinte le 25 juillet 2019 ; la température minimale est de −18 °C, atteinte le 20 décembre 2009,,. 
Les paramètres climatiques de la commune ont été estimés pour le milieu du siècle (2041-2070) selon différents scénarios d'émission de gaz à effet de serre à partir des nouvelles projections climatiques de référence DRIAS-2020. Ils sont consultables sur un site dédié publié par Météo-France en novembre 2022.

## Urbanisme

### Typologie
Au 1er janvier 2024, Charmes-en-l'Angle est catégorisée commune rurale à habitat très dispersé, selon la nouvelle grille communale de densité à sept niveaux définie par l'Insee en 2022.
Elle est située hors unité urbaine et hors attraction des villes,.

### Occupation des sols
L'occupation des sols de la commune, telle qu'elle ressort de la base de données européenne d’occupation biophysique des sols Corine Land Cover (CLC), est marquée par l'importance des forêts et milieux semi-naturels (78,8 % en 2018), une proportion identique à celle de 1990 (78,8 %). La répartition détaillée en 2018 est la suivante : 
forêts (78,8 %), terres arables (16,9 %), prairies (4,3 %). L'évolution de l’occupation des sols de la commune et de ses infrastructures peut être observée sur les différentes représentations cartographiques du territoire : la carte de Cassini (XVIIIe siècle), la carte d'état-major (1820-1866) et les cartes ou photos aériennes de l'IGN pour la période actuelle (1950 à aujourd'hui).

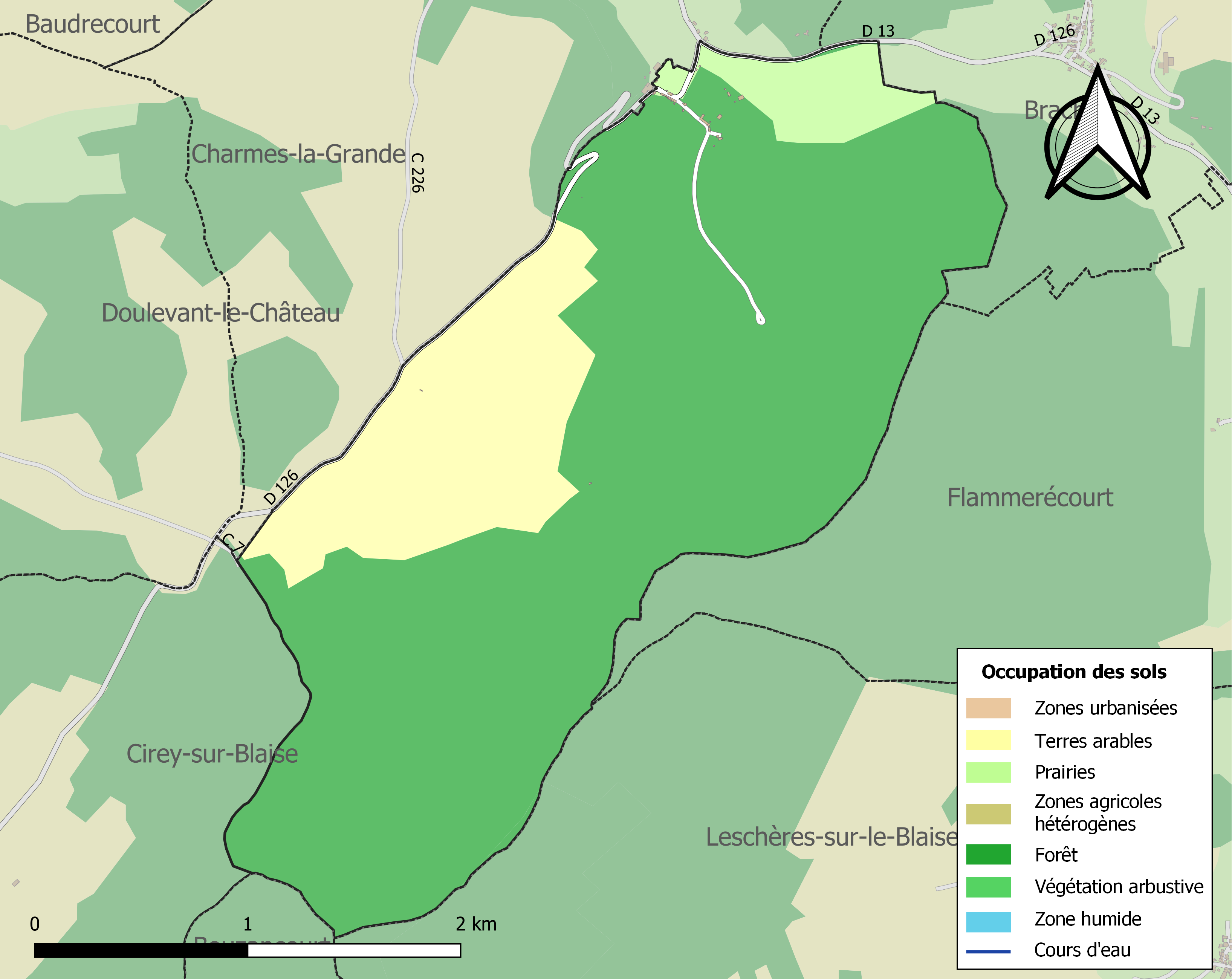
Carte des infrastructures et de l'occupation des sols de la commune en 2018 (CLC).

## Toponymie
Le nom de la localité est attesté sous les formes Carma (854) ; Carmis (863) ; Chalma in Angulo (1208) ; Chermae in Angulo (1235) ; Chalmae in Angulo (1236) ; Charmae in Angulo (1238) ; Chermes in Angulo (1257) ; Cherme en l'angle, Charmes en l'Angle (fin du XIIIe siècle) ; Charmes en l'Aingle (1401) ; Chermes en l'Angle (1524) ; Charmes, Grande et Petite, deux paroisses (1763).

Pluriel de l'oil charme « friche », qui est le pré-celtique *calm.
Le déterminant l'Angle peut se traduire, ici, par « dans le coin ». Charmes est situé à l'angle du confluent du Blaiseron et d'un autre petit ruisseau.

## Histoire
Charmes-en-l'Angle et Charmes-la-Grande, ne formaient qu'un même village.
En 2017, personne dans cette commune n'a voté pour Marine Le Pen.
Il y avait 11 inscrits sur les listes électorales.
Au premier tour des élections présidentielles, sont arrivés à égalité avec 2 voix chacun, Jean-Luc Mélenchon, Benoît Hamon et Emmanuel Macron. Il y a donc eu 5 abstentions.
Au deuxième tour, 4 voix se sont portées sur E. Macron et 2 bulletins étaient blancs. E. Macron est donc arrivé en tête avec 100 % des suffrages exprimés. Il y a aussi eu 5 abstentions.

## Politique et administration

### Liste des maires
| Période                                  | Période  | Identité        | Étiquette | Qualité |
| ---------------------------------------- | -------- | --------------- | --------- | ------- |
| Les données manquantes sont à compléter. |          |                 |           |         |
| 1914                                     | 191?     | Edmond Maillard |           |         |
| mars 2001                                | 2014     | Yves Viot       |           |         |
| 2014                                     | En cours | Charles Dubois  |           |         |

## Population et société

### Démographie
L'évolution du nombre d'habitants est connue à travers les recensements de la population effectués dans la commune depuis 1793. Pour les communes de moins de 10 000 habitants, une enquête de recensement portant sur toute la population est réalisée tous les cinq ans, les populations de référence des années intermédiaires étant quant à elles estimées par interpolation ou extrapolation. Pour la commune, le premier recensement exhaustif entrant dans le cadre du nouveau dispositif a été réalisé en 2005.

En 2022, la commune comptait 6 habitants, en évolution de −40 % par rapport à 2016 (Haute-Marne : −4,62 %, France hors Mayotte : +2,11 %).
| 1793 | 1800 | 1806 | 1821 | 1831 | 1836 | 1841 | 1846 | 1851 |
| ---- | ---- | ---- | ---- | ---- | ---- | ---- | ---- | ---- |
| 132  | 128  | 140  | 138  | 157  | 166  | 172  | 145  | 158  |

| 1856 | 1861 | 1866 | 1872 | 1876 | 1881 | 1886 | 1891 | 1896 |
| ---- | ---- | ---- | ---- | ---- | ---- | ---- | ---- | ---- |
| 140  | 144  | 140  | 133  | 124  | 99   | 89   | 82   | 71   |

| 1901 | 1906 | 1911 | 1921 | 1926 | 1931 | 1936 | 1946 | 1954 |
| ---- | ---- | ---- | ---- | ---- | ---- | ---- | ---- | ---- |
| 57   | 59   | 77   | 35   | 40   | 24   | 22   | 9    | 13   |

| 1962 | 1968 | 1975 | 1982 | 1990 | 1999 | 2005 | 2006 | 2010 |
| ---- | ---- | ---- | ---- | ---- | ---- | ---- | ---- | ---- |
| 11   | 14   | 12   | 11   | 9    | 6    | 9    | 9    | 7    |

| 2015 | 2020 | 2022 | - | - | - | - | - | - |
| ---- | ---- | ---- | - | - | - | - | - | - |
| 10   | 6    | 6    | - | - | - | - | - | - |

## Culture locale et patrimoine

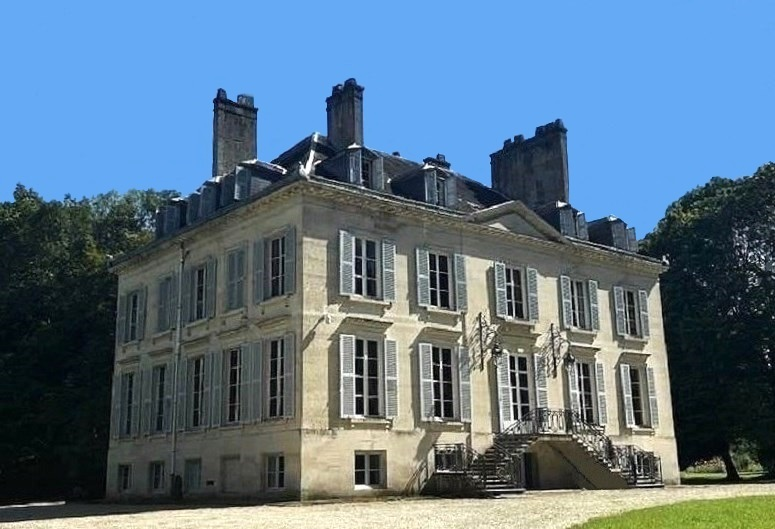
Le château de Charme

### Lieux et monuments
- Église paroissiale.
- Le château de Charme à Charmes-en-l'Angle est inscrit au titre des monuments historiques en 1934[24].